# Monasterio Shwezedi
El Monasterio Shwezedi ( en birmano: ရွှေစေတီကျောင်း /ʃwè zèdì tɕáʊɰ̃/ ; tdl. ‘Monasterio de la Pagoda Dorada’) es un famoso monasterio budista Theravada en Sittwe, Estado de Rakhine, Myanmar. Fundado en 1903, es uno de los principales monasterios budistas de la ciudad.

## Importancia
El venerable U Ottama residió aquí durante las décadas de 1920 y 1930. Fue el primer monje político en la entonces Birmania británica y ayudó a establecer un factor clave en la política birmana moderna: la de los monjes políticos. Es considerado uno de los héroes nacionales del movimiento independentista birmano.
Se considera un punto focal de la política birmana y arakanesa y el lugar de nacimiento del budismo político en Myanmar. Dirige una escuela gratuita y una escuela cultural arakanesa para ayudar a los residentes locales.
Ha sido visitado por los primeros ministros indios Jawaharlal Nehru e Indira Gandhi, y en 2002 por Aung San Suu Kyi.